# Монфа (Тарн)
Монфа́ (фр. Montfa, окс. Montfan) — коммуна во Франции, находится в регионе Юг — Пиренеи. Департамент — Тарн. Входит в состав кантона Кастр-2. Округ коммуны — Кастр.
Код INSEE коммуны — 81177.

## География

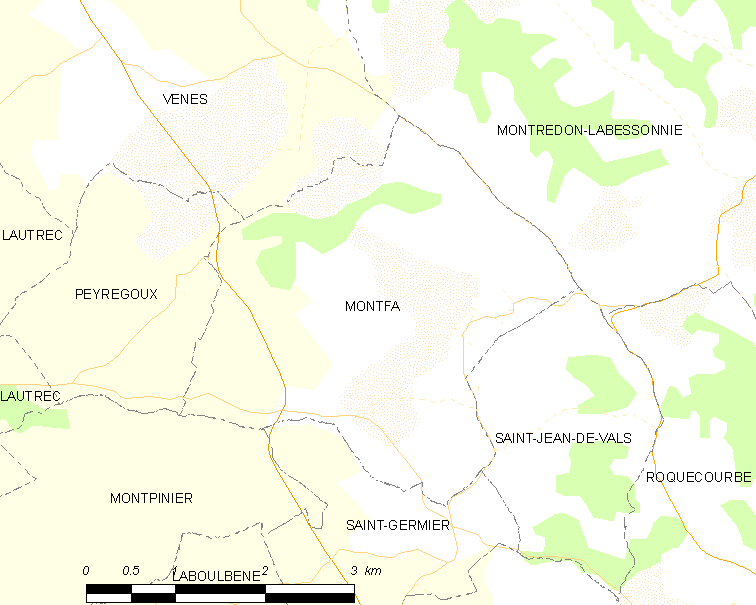
Карта коммуны

Коммуна расположена приблизительно в 580 км к югу от Парижа, в 70 км восточнее Тулузы, в 27 км к югу от Альби.
На юго-западе коммуны протекает река Пулобр (фр. Poulobre).

## Климат
Климат умеренно-океанический. Зима мягкая и дождливая, лето жаркое с частыми грозами. Ветры довольно редки.

## Население
Население коммуны на 2010 год составляло 398 человек.
| 1962 | 1968 | 1975 | 1982 | 1990 | 1999 | 2010 |
| ---- | ---- | ---- | ---- | ---- | ---- | ---- |
| 258  | 239  | 228  | 251  | 278  | 281  | 398  |

## Экономика
В 2007 году среди 212 человек в трудоспособном возрасте (15—64 лет) 165 были экономически активными, 47 — неактивными (показатель активности — 77,8 %, в 1999 году было 73,0 %). Из 165 активных работали 149 человек (78 мужчин и 71 женщина), безработных было 16 (9 мужчин и 7 женщин). Среди 47 неактивных 14 человек были учениками или студентами, 19 — пенсионерами, 14 были неактивными по другим причинам.